# Andranovondronina
Andranovondronina is een plaats in Madagaskar gelegen in het district Antsiranana II van de regio Diana. In 2001 telde de plaats bij de volkstelling 2372 inwoners.
In de plaats is basisonderwijs beschikbaar. 14e % van de bevolking is landbouwer en 75% houdt zich bezig met de veeteelt. Het belangrijkste gewas is mais, maar er wordt ook cassave en rijst verbouwd. 0,5% van de bevolking is werkzaam in de dienstensector en 10,5% van de bevolking voorziet in levensonderhoud via visserij.